# Nemanja Rnić
Nemanja Rnić (en serbe en écriture cyrillique : Немања Рнић), né le 30 septembre 1984 à Belgrade (Serbie), est un ancien footballeur international serbe qui évoluait au poste de défenseur central.

## Biographie
Nemanja Rnić a débuté en 2002 pour le Partizan Belgrade. Il a été trois fois champion de Serbie: en 2003, 2005, 2008, année durant laquelle il remporte également la Coupe de Serbie.
Ses bonnes prestations avec son club lui permirent d'être sélectionné à trois reprises en équipe de Serbie.
Durant l'été 2008, il rejoint la Belgique et le RSC Anderlecht.
Dès son premier match, il est pointé du doigt lors de l'élimination face à BATE Borisov alors qu'il y évoluait dans une position axiale inhabituelle pour lui. Il est écarté d'entrée de saison du onze de base et n'y reçoit plus sa chance. La blessure de son concurrent direct lui permet de réapparaître dans l'équipe-type fin 2008 et de s'affirmer petit à petit comme un latéral rigoureux capable de bien suppléer son ailier.
Malheureusement pour lui, il est coupable sur le second but du KSC Lokeren le 8 novembre 2008 : sur un centre, il ne saute pas et laisse Moussa Mââzou faire 0-2. Anderlecht s'incline à domicile.
Fin janvier, au KV Courtrai, il se fait balader durant toute la première mi-temps par Mustapha Oussalah. Il cède logiquement sa place à la pause.
Il n'a marqué qu'un but avec Anderlecht, lors du déplacement au KV Malines, en Coupe de Belgique, mais est exclu plus tard dans la rencontre. De janvier à juin 2011 il sera prêter au GBA.
En fin de contrat en juin 2011, le défenseur s'est engagé le 24 juillet au Partizan.

## Palmarès

### En équipe nationale
- 3 sélections et 0 but avec l'équipe de Serbie depuis 2006.

### Avec le Partizan de Belgrade
- Vainqueur du Championnat de Serbie-et-Monténégro en 2005.
- Vainqueur du Championnat de Serbie en 2008 et 2012.
- Vainqueur de la Coupe de Serbie en 2008.

### Avec le RSC Anderlecht
- Champion de Belgique en 2010.
- Supercoupe de Belgique en 2010